# Црква Светог Ђорђа у Кладову
Црква Светог Ђорђа у Кладову припада Епархији тимочкој Српске православне цркве.

## Изградња и обнова
Црква посвећена Светом Ђорђу подигнута је у периоду од 1856. до 1862. године у центру тадашње варошице, на раскрсници пута ка Неготину и пута Текија—Доњи Кључ. Кладово је имало цркву још 1736. године, чији остаци нису сачувани. Налазила се 20m источно од садашње и била је укопана, као и већина цркава из тог периода. Прва звона новосаграђеној цркви даровао је закупац гарди и извозник кавијара и рибе Александар Томић, а најстарији црквени манускрипти и иконе потичу из 18. и прве половине 19. века. У Првом светском рату Бугари су цркву девастирали и спалили знатан део црквених књига. Црква је претрпела штету и после Другог светског рата, када је део црквеног плаца одузет, а ограда срушена. Више пута је реконструисана, а темељно обновљена 2012. године средствима цркве и ПД Ђердапске електране. Приликом обнове констатовано је да су крстови на цркви били изрешетани мецима у Другом светском рату јер је звоник служио као осматрачница, па су замењени новим висине 3,2m и 3m, изливеним у византијском стилу.

## Архитектура
Црква је дугачка 28,3m, ширине припрате 12,1m, наоса 9,6m, певнице 12,1m, а висина свода 12m. Међу најстаријим ктиторима помињу се Јован Симић, трговац који је заветовао дућан у главној улици, Фота Динуловић, који је уступио кафану, Јован и Марија Марковић, који су цркви поклонили дућан са плацем, звона су поклонили Ђорђе Михаиловић и браћа Белић. Посебно се помиње Димитрије Васић Митранче, који је за време Првог светског рата и бугарске окупације склонио и сачувао више предмета који су припадали цркви.
Црквена слава је Ђурђевдан, а градска Спасовдан.